# Nella goccia entra il mare
Nella goccia entra il mare l'album di debutto del cantautore italiano Giuseppe Cionfoli, pubblicato nel 1981 dall'etichetta discografica Cultura & Musica.

## Descrizione
Primo album composto da 10 brani tutti scritti dal cantautore e Cavaros (pseudonimo di Rosa Cavalieri) che ha anche curato gli arrangiamenti. Stampato su vinile e ancora mai pubblicato su altri supporti.
Sulla copertina una foto di Cionfoli e sul retro la lista delle canzoni, sulla busta interna sono riportati i testi delle canzoni.

## Tracce
Lato A
Testi e musiche di Giuseppe Cionfoli, Cavaros.
1. Madre mia – 3:00
2. Non cessare mai di amarci – 3:50
3. Un mondo di parole – 2:40
4. Ti canterò canzoni – 3:15
5. Cercare, amare, testimoniare Gesù – 3:24

Durata totale: 16:09
Lato B
1. Nella goccia entra il mare – 3:26
2. Guardarsi dentro – 3:25
3. Fammi capire – 3:51
4. Provocazione – 2:12
5. Amare significa – 3:01

Durata totale: 15:55